# 吉岡茉祐
吉岡 茉祐（よしおか まゆ、1995年11月7日 - ）は、日本の声優、女優、脚本家。大阪府出身。81プロデュース所属。

## 経歴
幼少期はおとなしくて変わった子供だったが、少しでも周囲と関われるように劇団ひまわりに入団。
子役時代は劇団ひまわり・ブルーシャトルに所属しており、ドラマやCMへの出演の他、雑誌の表紙などを務めた。
高校に進学する頃にアニメが好きになり職業としての声優に憧れが強くなったという。アニメが好きになるきっかけは『らき☆すた』。また『けいおん!』の声優がライブをしている姿を見た際にその活動の広さに感銘を受けたこともきっかけになった。
声優になるために「自分に必要なもの、足りないもの」を考え、改めて視野を広げるため、そして自身の実力を試すために、声優に限らず色々なオーディションを受けた。実家が近い宝塚歌劇団の受験も考えたが、2012年に声優オーディションavex×81produce「Wake Up, Girls! AUDITION」第2回アニソン・ヴォーカルオーディションで、約2000人の応募者の中から、アニメ『Wake Up, Girls!』主演7名のうちのメインヒロイン島田真夢役に抜擢される。2015年（平成27年）、Wake Up, Girls!として第9回声優アワード特別賞を受賞。
2016年、小林竜之、澁谷梓希、若井友希、青山吉能と「D-selections」を結成。
2018年、『温泉むすめ』で飯坂真尋を演じていた今村彩夏の引退に伴い、同役を引き継いだ。翌2019年（令和元年）9月、福島市と飯坂温泉観光協会から、キャラクターとしての「飯坂真尋」と共に飯坂温泉の特別観光大使に任命された。

## 人物
声優ユニット「Wake Up, Girls!」では主にセンターを務めた。Wake Up, Girls!として声優アワード特別賞を受賞した際には「少しでも（東日本大震災からの）復興の力になれれば」との思いから何度も東北地方へ行ったことに触れ、受賞は「今後の活動の糧」になると述べた。
Wake Up, Girls!のライブ影ナレーション原稿や、趣味で未発表の短編小説を書くなどしていたが、『ハッカドール THE あにめ〜しょん』と『Wake Up, Girls!』のコラボレーション企画のサウンドドラマで脚本を担当した。
方言は関西弁。特技はクラシックバレエで、声優として参加したイベントでクラシックバレエの回転を披露したこともある。小学3年生当時の吉岡のバレエの発表会の映像を見た藤田茜は「今のまゆちゃん（吉岡）の動きにもバレエの影響を感じる」と述べている。
趣味はカラオケと舞台観劇。Wake Up, Girls!のオーディションではREADY!!を歌った。観劇した舞台については、Wake Up, Girls!のイベントで作成したリングノートに作品名、キャスト、感想などを書き留めている。
高校在学中から役者として仕事をしていたが、大学進学のため上京し一人暮らしを始めた時期にフィットネスジムで事務職のアルバイトをしていた。本業が忙しくなり研修期間のみで辞めたものの、「社会経験ができたのは良かった」と述べている。研修期間中に館内アナウンスをした際には「声がいい」と褒められたという。
大学は中央大学法学部に進学し、2018年（平成30年）3月に卒業した。大学の授業では、政治関連のアメリカ情勢の授業が一番面白かったと述べている。4年の後期は卒業に向け逼迫した状況で「学校しかいってなかった」「職業を失うところだった」と振り返り、マネージャーらの協力に感謝の意を示した。

## 出演
太字はメインキャラクター。

### テレビアニメ
2014年
- Wake Up, Girls!（2014年 - 2017年、島田真夢） - 2シリーズ
- ハナヤマタ（生徒）
- DRAMAtical Murder（女性アナウンサー）
- 異能バトルは日常系のなかで（店員）

2015年
- ハッカドール THE あにめ〜しょん（アヤメ、モブアイドル、ラブリーピンク）

2016年
- あんハピ♪（江古田蓮）
- ハンドレッド（霧島サクラ）
- タブー・タトゥー（女子生徒D）

2017年
- 恋愛暴君（陸上部員、子供の青司、水着女子、婦人）
- ゼロから始める魔法の書（女の子）
- 冴えない彼女の育てかた♭（女の子）
- 笑ゥせぇるすまんNEW（静岡望）
- 賭ケグルイ（女子生徒）
- 異世界はスマートフォンとともに。（アエル）
- 異世界食堂（魔術師）
- 100%パスカル先生（まゆりん）

2018年
- 夢王国と眠れる100人の王子様（子供A）
- RELEASE THE SPYCE（薬局従業員、女性客、子供）
- 火ノ丸相撲（女子、小学生時代の沙田）

2019年
- けものフレンズ2（カリフォルニアアシカ）
- フルーツバスケット（女子生徒）
- ぼくたちは勉強ができない（女生徒B）
- コップクラフト（ティラナ・エクセディリカ）

2020年
- ブレーカーズ（京子）
- 新サクラ大戦 the Animation（西城いつき）
- あひるの空（バスケ部員）

2021年
- かげきしょうじょ!!（みきの母、山岸）
- 舞妓さんちのまかないさん（舞妓）

2022年
- ぷちセカ（桐谷遥）

2023年
- 異世界のんびり農家（グランマリア）
- ワールドダイスター（観客D）
- デッドマウント・デスプレイ（萱草）

2024年
- HIGH CARD（レオ〈幼少期〉）

2025年
- 勘違いの工房主〜英雄パーティの元雑用係が、実は戦闘以外がSSSランクだったというよくある話〜（バンダナ）

### 劇場アニメ
- 楓ニュータウン（2007年、オバケのキュピオ[33]）
- Wake Up, Girls!シリーズ（2014年 - 2015年、島田真夢[34]） - 3作品[一覧 2]
- 映画 ラブライブ!虹ヶ咲学園スクールアイドル同好会 完結編 第1章（2024年、篠宮あきる[35]）
- 劇場版プロジェクトセカイ 壊れたセカイと歌えないミク（2025年、桐谷遥[36]）

### OVA
- ふたり写真（2019年、あすか[37][38][注 1]）

### Webアニメ
- うぇいくあっぷがーるZOO!（2014年、マユ、第一話のナレーター）
- 紅き大魚の伝説（2018年[40]）
- ULTRAMAN（2019年、早田進次郎〈幼少期〉）
- ちょこっとアニメ けものフレンズ3（2019年、カリフォルニアアシカ）
- MORE MORE JUMP!  - Journey to Bloom『HOPE』（2023年、桐谷遥）
- トミカヒーローズ　ジョブレイバー　特装合体ロボ（2024年、おすしジョブロイド U-maid）

### ゲーム
2013年
- Wake Up, Girls! ステージの天使（島田真夢）

2014年
- Tokyo 7th シスターズ（鰐淵エモコ）

2015年
- Wake Up, Girls! パズルの天使（島田真夢）
- ミラクルガールズフェスティバル（島田真夢）
- リベリオン ブレイド（テニア）

2016年
- ぐるモン（ネムタマ）
- ファンタジーウォータクティクス（ディーヴァ レナ）
- ブレイブソード×ブレイズソウル（ランペイジ）
- SOUL REVERSE ZERO（初芽、ネフェルタリ、イレアナ、ヘルムヴィーゲ、デボラ）

2017年
- 「Innocent Forest」シリーズ（パッセ）
- 夢の相談所（ミキ母、森の動物たち）
- 武器よさらば（ヒナタ）
- 塔亰Clanpool（連奏ハスミ）

2018年
- トリプルモンスターズ（エマ）
- グリムノーツ Repage（ピノキオ）
- 温泉むすめ ゆのはな これくしょん（飯坂真尋）
- Wake Up, Girls! 新星の天使（島田真夢）
- 編隊少女 -フォーメーションガールズ-（カトリナ・アッカーマン）

2019年
- 共闘ことばRPG コトダマン（2019年 - 2025年、カリフォルニアアシカ、リンフニール）
- 新サクラ大戦（西城いつき）

2020年
- アークナイツ （ウタゲ）
- きららファンタジア（江古田蓮）
- ラストオリジン（T-3レプリコン、オードリードリームウィーバー、プレスターヨアンナ）
- ワールドフリッパー（コハネ）
- 聖剣伝説3 TRIALS of MANA（ライザ、チチの母、幼少期のデュラン）
- 22/7 音楽の時間（丸之内薫子）
- ブリガンダイン ルーナジア戦記（エマ）
- プロジェクトセカイ カラフルステージ! feat. 初音ミク（桐谷遥）
- 装甲娘 ミゼレムクライシス（デクー）

2022年
- さくらいろプリズム（柏木葵）

2023年
- えとはなっ!～干支っ娘・花札バトル～（狸林まみ）

2024年
- パワフルプロ野球2024-2025（破賀唯菜）
- ウマ娘 プリティーダービー（ドリームジャーニー）
- ベイブレードエックス XONE（平子タイキ）
- さくらいろテトラプリズム（柏木葵）

2025年
- イナズマイレブン 英雄たちのヴィクトリーロード（忍原来夏）

### ドラマCD
- ちゃんおぷ的!ドラマ 〜四葉の趣味探し feat. 芽衣子＆七瀬 爆裂女子会議!!〜（2014年、マユカ）[72]
- 小説家 千葉みのりの多忙な一日（2015年、大阪こより[73][74]）
- ハンドレッド（2015年 - 2016年、霧島サクラ[75][76]） - 第8・10巻ドラマCD付き限定特装版
- 全豚に告ぐ！これで痩せなきゃお前は終わりだ！ダイエットCD（2015年、菜乃マリア）[77]

### デジタルコミック
- 番犬ハニー（2018年 - 2019年、黒川莉音[78]）
- 同級生と恋する方法（2020年、宮下凛々[79]）

### 吹き替え
- ファイナル・ガールズ 惨劇のシナリオ（2015年、マックス〈タイッサ・ファーミガ〉）
- ミュータント・ワールド（2015年、メリッサ・キング〈ホリー・デヴォー〉）
- サーフズ・アップ2（2017年、タンクの生徒）
- 紅き大魚の伝説（2018年）
- ムーブ・トゥ・ヘブン: 私は遺品整理士です（2021年、ナム〈ホン・スンヒ〉[80]）

### バラエティ番組
- J:テレスタイル（2014年4月22日、J:COM）[81]
- スクールオブゴッド（2014年5月22日、仙台放送）ゴッドカンパニー1日新入社員[82]
- OV監督祝ゴールデン進出2hSP（2014年9月13日、フジテレビ） 山本寛監督OV、生徒・少女B役[83]
- わぐばん!（2015年7月15日 - 2015年9月30日、テレビ東京）[84]
- アニソンCLUB!（2016年6月3日、10日、17日、7月12日）サポートMC
- 仙台市青葉区 かのおが便利軒（2018年9月16日 - 、仙台放送） - ナレーション[85]

### テレビドラマ
- おみやさん 第3シリーズ第7話『生存者1名! 完全犯罪の女!! 空白の30分』（テレビ朝日、2004年8月12日）幼少期の小川美月 役[33][86]
- ひとりぼっちの君へ 〜a gift for every one〜（毎日放送、2007年2月16日）13歳当時の高原さくら 役[33]
- 科捜研の女'09 CASE1「20年目の殺人連鎖!なぜ私たちが狙われる姿なき脅迫者!!椎茸菌DNAの謎!?最新の科学鑑定、逆転の結末」（テレビ朝日、2009年7月2日）中学生時代の月館純 役
- 遺品整理人 谷崎藍子III〜48年目の証人〜（TBS、2012年11月5日）小出玲子 役[87]

### Webドラマ
- 恋シチュ「マネージャーにお任せ！」（2019年）[88][89]

### 映画
- 奇跡の海（2007年、松生秀二監督、ムーンライダーズ）中野真弓役[90][33]
- 田中徳三監督 少年河内音頭取り物語（2007年、吉本興業）[91][92]
- それでも花は咲いていく（2011年、リンクライツ）久美 役
- -淑恵とつぐみの現代奇談-『霊媒少女』ミディアム・ガール（2010年、ファジーファンクション）田所淑恵役[86][93]
- 寮フェス! 〜最後の七不思議〜（2012年、メディアプルポ）[94]

### オーディオブック
- 小説版 Wake Up, Girls! それぞれの姿（2015年、島田真夢、暁彗[注 2][95]）
- とある飛空士への恋歌1~5（2019年- 2022年、アリエル[96][97]）
- 芸人ディスティネーション 1〜2（2019年 - 2020年、王嶋雪音[98][99]）
- 蒼のファンファーレ（2020年[100]）
- 夏へのトンネル、さよならの出口（2020年、花城あんず[101]）
- コップクラフト 1〜6（2020年、ティラナ 他[102][103][104][105][106][107]）
- こうして彼は屋上を燃やすことにした（2020年、朗読、三浦加奈/ドロシー[108]）
- コワモテの巨人くんはフラグだけはたてるんです。（2021年、多華町紗依[109][110][111]
- 俺の立ち位置はココじゃない!（2021年、新海光瑠 ほか[112]）
- 黒川さんに悪役は似合わない（2023年、黒川明衣子[113][114]）
- 呪剣の姫のオーバーキル ～とっくにライフは零なのに～（2023年、シェイ・カイル[115]）
- きみは本当に僕の天使なのか（2023年、瀬在麗[116]）
- 現実でラブコメできないとだれが決めた?（2024年、春日居穂乃果[117]）
- 千歳くんはラムネ瓶のなか（2024年、東堂舞ほか[118]）

### ラジオ
※はインターネット配信。
- アメリカ村@DEEP 『アメリカ村TV The Break〜アメリカ村アイドル』（2009年、Kiss-FM KOBE）
- DIVE II Station New Generations!（2014年 - 2016年、文化放送）2014年4月マンスリーパーソナリティ[119]
- Wake Up, Radio!（2014年 - 2015年、ニコニコチャンネル超!アニメディアチャンネル※）[注 3][120]
- Wake Up, Girls!のオールナイトニッポンモバイル（2014年 - 2016年、Radital※・オールナイトニッポンモバイル※）不定期パーソナリティ[121]
- 若井友希&吉岡茉祐のアニラジステーションやお!（2015年 - 2018年、ぎふチャンラジオ）
- Wake Up, Girls!のオールナイトスッポン（2016年 - 2017年、Radital※・9129スッポン放送※）不定期パーソナリティ[122]
- Wake Up, Girls!のがんばっぺレディオ!（2016年 - 2018年、音泉※・HiBiKi Radio Station※）不定期パーソナリティ[123]
- Wake Up, Girls!とRun Girls, Run!のオールナイトニッポンi（2017年 - 2018年、オールナイトニッポンi※）不定期パーソナリティ[124]
- 吉岡茉祐と山下七海の ことだま☆パンケーキ（2019年 - 、音泉※）[注 4][125]
- COP CRAFT 特別広報班（2019年、音泉※）[126]
- 相羽あいな・吉岡茉祐 あかんもんはあかん!（2019年10月 -2022年12月、ラジオ関西・ニコニコ動画アニたまどっとコムチャンネル※）[127]
- ワシザキスタイル＊ヨシオカモード（2019年10月 -、超!A&G+※）[128]
- 鷲崎健のヨルナイト×ヨルナイト（2019年10月、超!A&G+※）月曜マンスリーアシスタント[129]

### 舞台
2012年
- 夏休みだョ!青春探偵（7月26日 - 28日、神戸アートビレッジセンター）聖マリアンナ女子高校水泳部員 役
- らき☆すた≒おん☆すて（9月20日 - 30日、シアターGロッソ）峰岸あやの 役

2014年
- SOLID STARプロデュースVol.2『ヨビコー!〜You Be Cool!〜』（10月22日 - 28日、六行会ホール）渋谷葵 役

2015年
- SOLID STARプロデュースVol.3『ヘブンイレブン!』（3月11日 - 15日、俳優座劇場）野久保花子 役
- SOLID STARプロデュースVol.5『負けんな漫研!』（11月1日 - 2日、新宿村LIVE） 本人役

2016年
- SOLID STARプロデュースVol.6『ヨビコー!!〜You be cool!〜』（3月2日 - 6日、六行会ホール）渋谷葵 役

2017年
- SOLID STARプロデュースvol.9『ミニチュア!! フリーペーパーのナイス街』（3月8日 - 12日、俳優座劇場）狛江沙也加 役
- 舞台 Wake Up, Girls! 青葉の記録（1月19日 - 22日、AiiA Theater Tokyo）  島田真夢 役
- SOLID STARプロデュースvol.10『仁義ある宴会』（7月14日、新宿シアターサンモール） 本人（ゲスト） 役
- SOLID STARプロデュースvol.11『負けんな漫研!』（9月7日、六行会ホール）テニス部エース（ゲスト） 役
- SOLID STARプロデュースvol.12『ハッピーマーケット』（11月24日 - 26日、全労済ホール/スペース・ゼロ）七瀬愛 役

2018年
- 劇団 Toy Late Lie 第五回本公演 『雨音に消えた白』〜青春学園ミステリー〜（2月14日 - 17日、 新宿シアターモリエール）白井澪 役
- ホットポットクッキング Presents Vol.4『GJ』（4月13日 - 4月22日 、赤坂レッドシアター）ノジミ 役
- ミュージカル「タイム・フライズ」（4月26日 - 29日、IMAホール） 知念明海 役
- 舞台 Wake Up, Girls! 青葉の軌跡（6月6日 - 10日、草月ホール）  島田真夢 役
- ナナシノ（　）本公演 『希薄』（9月12日 - 17日、サンモールスタジオ）松岡未来 役

2019年
- 舞台版「魔法少女（?）マジカルジャシリカ♡アニメ版なんてありません♡」（4月10日 - 14日、CBGKシブゲキ!!）魔法少女マジカルクロムセレン 役
- しみくれ#7「カレーライス殺人事件」（5月8日 - 13日、花まる学習会王子小劇場）
- SOLID STAR プロデュースvol.17『ハッピーマーケット!!』（6月19日 - 23日、全労済ホール/スペース・ゼロ）
- SUGARBOY『タイプ』（8月24日 - 9月1日、赤坂レッドシアター）

2020年
- MASHIKAKU CONTE LIVE「リンドバーグ」（1月5日・7日、博品館劇場）

2021年
- パフォーマンスユニットTWT 第8回公演「突撃! 第九八独立普通科連隊」（7月14日・16日 - 18日）鱈場鯛子 役

2022年
- 劇団ズッキュン娘第16回本公演「2番目でもいいの♡」（2022年3月24日 - 27日、新国立劇場小劇場） メリーちゃん役

2025年
- 舞台「アサルトリリィ・シュツルム」～サングリーズル編～（4月25日 - 30日、かめありリリオホール）関野陽子 役

### 朗読劇
- Wake Up, Girls！トレーディングコレクションスペシャルイベント（2016年12月4日、AKIBAカルチャーズ劇場） 脚本[152]
- 声の優れた俳優によるドラマリーディング日本文学名作選 vol.4 「三四郎／門」（2017年5月4日、紀伊國屋サザンシアター TAKASHIMAYA）[153]
- toshiLOG vol.1 朗読劇「さよならのかわりに」（2018年3月7日 - 3月10日 、新宿コフレリオシアター）徳永椿 役[154]
- 朗読で描く海外名作シリーズ『シラノ』（2018年8月14日、TOKYO FM HALL）ロクサーヌ 役[155]
- 音楽朗読劇『レ・ミゼラブル』（2019年8月11日、TOKYO FM HALL）コゼット他 役[156]
- toshiLOG vol.4 朗読劇「あの星に願いを」（2019年11月6日 - 10日 、新宿シアターブラッツ）脚本/西ノ森莉緒 役
- リーディングシェイクスピア「ロミオとジュリエット」（2019年12月22日、サンシャイン劇場）ジュリエット 役[157]
- 音楽朗読劇「嵐が丘」（2020年2月23日、TOKYO FM HALL）キャサリン/キャシー 役[158]
- toshiLOG 朗読劇「さよならのかわりに」（2020年3月11日・13日 - 15日 、R'sアートコート）徳永椿 役[159]
- 声のプロフェッショナルが奏でる日本文学『吾輩は猫である－はじまりの漱石－』（2020年10月28日、紀伊國屋サザンシアターTAKASHIMAYA）猫役[160]
- 声のプロフェッショナルが奏でるリーディングシェイクスピア『マクベス』（2020年12月2日、池袋サンシャイン劇場）マクベス夫人 役他[161]
- 声優が魅了する日本怪談話『朗読劇 流離う魂-小泉八雲の世界-』（2020年12月23日、紀伊国屋サザンシアター TAKASHIMAYA）小泉セツ 役他[162]
- 朗読で描くミステリー シャーロック・ホームズ 〜特別なあのひと〜（2021年1月6日、紀伊國屋サザンシアターTAKASHIMAYA）アイリーン・アドラー 役[163]
- スマホを落としただけなのに 戦慄するメガロポリス（2021年3月6日・9日、博品館劇場）松田美乃里 役[164]
- READPIA 朗読劇「モノクロの空に虹を架けよう」第五夜（2021年5月14日、オンライン配信）彩 役（企画・脚本も担当）[165]
- 朗読と能で描く陰陽師と鬼の世界 朗読劇「幽玄朗読舞『KANAWA』」（2021年9月3日、銀座博品館劇場）鬼女 役[166]
- 彼女が好きなものはホモであって僕ではない（2021年9月5日、草月ホール）三浦紗枝 役[167]
- キミに贈る朗読会「サトラレ〜the reading〜 vol.7」（2021年9月11日 - 12日、MsmileBOX 渋谷）[168]
- 声のプロフェッショナルが奏でる日本文学『三つの愛と、厄災』（2021年10月12日、紀伊国屋ホール）[169]
- 二人芝居「4月の花嫁」（2021年10月23日、東京ガーデンパレス ホワイトチャペルホール）[170]
- ボイスガレッジシアター Vol.2「ブラインド」（2022年1月22日 - 23日、野方区民ホール）脚本も担当[171]
- 朗読劇「太陽のかわりに音楽を。2022」（2022年5月13日、16日、17日、銀座 博品館劇場）青葉より子、アキコ役[172]
- 朗読劇「この色、君の声で聞かせて」（2022年5月25日 - 29日、シアター・アルファ東京）野中アミ役[173]
- イロアワセ vol.3 ～LiLY whIte～（2022年7月1日 - 3日、浅草花劇場）柊のどか役 脚本も担当[174]
- 朗読劇「この色、君の声で聞かせて」（2022年9月3日、ヒューリックホール東京）遠藤 あゆみ役[175]
- 朗読劇「恋と嘘」（2022年11月11日-13日、TIAT SKY HALL）一条花月役[176]
- eeo Stage reading 朗読劇「あの星に願いを」（2023年5月26日-28日、CBGKシブゲキ!!）西ノ森莉緒役[177]
- eeo Stage reading朗読劇「はなしぐれ」（2024年1月26日・27日、CBGKシブゲキ!!） - 島崎美波 役[178]
  - eeo Stage reading 朗読劇「はなしぐれ」再演（2025年1月9日 - 13日、CBGKシブゲキ!!） - 満島蘭子 役[179]
- 朗読劇「モノクロの空に虹を架けよう」（2025年2月25日・3月1日、新宿シアタートップス）[180][181]
- リーディングシアター『神か、恋か。/アタシだけの好敵手』（2025年8月2日、R’sアートコート）ナビゲーター[182]
- ハイセンスA3-D 朗読演劇『図書委員界』（2025年10月10日 - 13日〈予定〉、CBGKシブゲキ!!） - 八神桃華 役[183]

### インターネットテレビ
- 山本寛アワー ワグっていいとも!（2013年11月8日 - 2014年3月28日、ニコニコ生放送）[184]
- Wake Up, Radio!（生）（2014年5月11日 - 2015年12月16日、ニコニコ生放送）不定期出演
- ヒットアニソンスタジオ（2014年7月30日 - 2014年9月29日、ニコニコ生放送）[185]アシスタントMC、および、メインイメージキャラクター桜月・C・春日部のCV兼任
- ライブダムカンパニー（2014年11月29日 - 2018年1月31日、YouTube。ニコニコ生放送、2014年11月29日 - 2015年3月22日。ニコニコ動画、2015年6月30日 - 2018年1月31日）MC[186]
- ハンドレッド100MHz（2016年3月23日、5月25日、6月16日、ニコニコ生放送）
- LIVEDAMCOMPANY presents『吉岡社員の今晩なにつくろ？』（2017年5月9日 - 9月26日、ニコニコ生放送）MC [187]
- 吉岡茉祐「MY closet」（2018年12月29日、2019年4月19日、2019年5月17日 - 2021年4月9日、ニコニコ生放送、YouTube）[188][189]
- 吉岡茉祐のマユ市立 吉岡高校 通信科（2019年2月7日 -、ニコニコ生放送、YouTube、Twitter）[190]
- 吉岡茉祐の「まゆしぃテレパしぃ使えるんですけど!!」（2021年1月27日 - 2022年12月21日、ニコニコ生放送、YouTube）[191]
- #ヨシオカとホンイズミ（2021年5月1日 -、YouTube）[192]
- 吉岡さんち！（2023年2月17日 -、OPENREC.tv）[193][194]

### 映像商品
2014年
- ヨビコー!メイキングDVD『決戦まであと1週間』（10月22日）
- ヨビコー!〜You be cool!〜 公演DVD（12月15日）

2015年
- ヘブンイレブン!メイキングDVD『天国か地獄か』（3月11日）
- ヘブンイレブン!公演DVD（5月30日）

2016年
- ヨビコー!! 〜You be cool!〜 メイキングDVD『どーする』（3月2日）
- 声優ゆめ日記 吉岡茉祐（3月31日）
- ヨビコー!! 〜You be cool!〜 公演DVD（吉岡茉祐出演バージョン）（6月30日）

2017年
- ミニチュア!! フリーペーパーのナイス街 メイキングDVD『OVERCOME』（3月8日）
- ミニチュア!! フリーペーパーのナイス街 公演DVD（7月31日）
- ハッピーマーケット! メイキングDVD（11月22日）

2018年
- ハッピーマーケット! 公演DVD（4月20日）
- 雨音に消えた白 公演DVD（6月8日）
- GJ 公演DVD（9月下旬）

2019年
- ハッピーマーケット!! メイキングDVD『Have you changed a little bit?』（6月19日）
- 【再演】舞台版「魔法少女（?）マジカルジャシリカ♡アニメ版なんてありません♡」公演DVD（7月5日）
- ハッピーマーケット!! 本公演DVD（12月23日）
- ランチタイムはじめちゃった。（12月25日）
- ランチタイムはじめちゃった。〜作り方〜（12月25日）
- 吉岡茉祐と山下七海の ことだま☆パンケーキ 女子旅 in 石垣島（12月28日）

### CM
- 小豆手延素麺「島の光」（2012年）[225]
- TVCM 東北イオン「WUG 日曜はポイント5倍篇」（2016年9月 - 2019年3月）[226]
- プレミアモバイル「プレモバが村に来た!! いつも近くにプレミアモバイル〜孫も驚く!!おじいちゃんが ＃人気声優 に!?〜」（2017年6月）おばあさんの声[227][228]
- 三幸製菓 ブレイクスルー篇（2020年、黒島みるくの声[229]）

### PV
- のあ先輩はともだち。 1巻発売記念PV（2023年、早乙女望愛）[230]

### パチンコ・パチスロ
- パチスロ Wake Up, Girls！Seven Memories（2021年、島田真夢、吉岡茉祐[231]）

### その他コンテンツ
- 連載コラム『MY closet』（2017年9月27日 - 2021年7月21日、声優グランプリチャンネル）[232][233]
- プロジェクトセカイ カラフルステージ! feat. 初音ミク ボイスドラマ（2020年 - 2022年、桐谷遥） - 3シリーズ[一覧 3]
- ユニット『MiU』（2019年 - 、まゆしぃ）- 山下まみ（まみみ）との2人ユニット。吉岡茉祐ではなく「まゆしぃ」として参加し、動画配信、イベント、ライブ活動などを行っている
- ファンイベント『ヨシオカとホンイズミ〜はじめてのリアルイベント〜』の開催（2024年5月26日 シダックスカルチャーホール (東京都)）[234]
- 『ヴィクトリーロードトーナメントβ』決勝大会（2024年9月1日、ベルサール新宿グランド イベントホール ）MC[235]
- 『東京ゲームショウ 2024』レベルファイブ公式配信番組「レベルファイブからの挑戦状」（2024年9月26日）[236]
- 劇場版プロジェクトセカイ 壊れたセカイと歌えないミク×JR東海 東海道新幹線車内限定クロストーク（2025年）
- 『ヨシオカとホンイズミ〜はじめての交流会〜』（2025年5月10日）[237]

## ディスコグラフィ

### キャラクターソング
| 発売日            | 商品名                                                                                        | 歌 | 楽曲 | 備考                                                                                        |
| 2014年            | 2014年                                                                                        | 2014年 | 2014年 | 2014年                                                                                      |
| ----------------- | --------------------------------------------------------------------------------------------- | --- | --- | ------------------------------------------------------------------------------------------- |
| 3月26日           | リトル・チャレンジャー                                                                        | I-1club | 「リトル・チャレンジャー」 | アニメ映画『Wake Up, Girls! 七人のアイドル』挿入歌                                          |
| 3月28日           | Wake Up, Girls! BD第1巻特典CD                                                                 | 光塚歌劇団（吉岡茉祐、青山吉能） | 「あぁ光塚歌劇団」 | テレビアニメ『Wake Up, Girls!』挿入歌                                                       |
| 9月3日            | Wake Up, Girls!Character song series 島田真夢                                                 | 島田真夢（吉岡茉祐） | 「ハジマル」 | テレビアニメ『Wake Up, Girls!』関連曲                                                       |
| 9月3日            | Wake Up, Girls!Character song series 島田真夢                                                 | 島田真夢（吉岡茉祐） | 「ワグ・ズーズー」 | Webアニメ『うぇいくあっぷがーるZOO!』関連曲                                                 |
| 2015年            |                                                                                               | | |                                                                                             |
| 5月20日           | H-A-J-I-M-A-L-B-U-M-!!                                                                        | 4U | 「ワタシ・愛・forU!!」 「Hello...my friend」                                                                                           | ゲーム『Tokyo 7th シスターズ』関連曲                                                        |
| 10月28日          | t7s HALLOWEEN EP                                                                              | 4U | 「TREAT OR TREAT?」 | ゲーム『Tokyo 7th シスターズ』関連曲                                                        |
| 2016年            |                                                                                               | | |                                                                                             |
| 2月17日           | ハッカドール ハッカソング4号                                                                  | アヤメ（吉岡茉祐） | 「Only My World」 | テレビアニメ『ハッカドール THE あにめ〜しょん』関連曲                                       |
| 5月25日           | PUNCH☆MIND☆HAPPINESS                                                                          | Happy Clover | 「PUNCH☆MIND☆HAPPINESS」 | テレビアニメ『あんハピ♪』オープニングテーマ                                                 |
| 5月25日           | PUNCH☆MIND☆HAPPINESS                                                                          | Happy Clover | 「わいわいお天気ロード」 | テレビアニメ『あんハピ♪』挿入歌                                                             |
| 5月25日           | 明日でいいから                                                                                | Happy Clover | 「明日でいいから」 | テレビアニメ『あんハピ♪』エンディングテーマ                                                 |
| 5月25日           | 明日でいいから                                                                                | Happy Clover | 「願いは負けない星だから」 | テレビアニメ『あんハピ♪』挿入歌                                                             |
| 5月25日           | EYES ON ME                                                                                    | エミリア（大久保瑠美）、霧島サクラ（吉岡茉祐） | 「EYES ON ME」 | テレビアニメ『ハンドレッド』エンディングテーマ                                              |
| 5月25日           | EYES ON ME                                                                                    | 霧島サクラ（吉岡茉祐） | 「いつかあなたを…」 | テレビアニメ『ハンドレッド』関連曲                                                          |
| 6月22日           | TABOOLESS                                                                                     | 霧島サクラ（吉岡茉祐） | 「FIREWORKS」 | テレビアニメ『ハンドレッド』関連曲                                                          |
| 7月6日            | あんハピ♪ キャラクターソングシリーズ3 ヒビキ&レン                                             | 江古田蓮（吉岡茉祐） | 「Baby Blanket, 24」 | テレビアニメ『あんハピ♪』関連曲                                                             |
| 7月27日           | あんハピ♪キャラクターソングシリーズ5 ヒビキ&レン                                              | ヒビキ（山村響）、レン（吉岡茉祐） | 「Sinfonietta」 | テレビアニメ『あんハピ♪』関連曲                                                             |
| 7月27日           | あんハピ♪キャラクターソングシリーズ5 ヒビキ&レン                                              | ヒビキ（山村響）、レン（吉岡茉祐） | 「春夏秋冬ハッピーデイズ♪」 | テレビアニメ『あんハピ♪』関連曲                                                             |
| 7月27日           | Hardy Buddy                                                                                   | 霧島サクラ（吉岡茉祐） | 「Hold me Bite me」 | TVアニメ『ハンドレッド』エンディングテーマ                                                  |
| 8月10日           | あんハピ♪ユニットソング1 はなこ&ぼたん&レン                                                   | はなこ（花守ゆみり）、ぼたん（安野希世乃）、レン（吉岡茉祐） | 「Go!業！スクールライフ☆」 | テレビアニメ『あんハピ♪』関連曲                                                             |
| 8月10日           | あんハピ♪ユニットソング1 はなこ&ぼたん&レン                                                   | はなこ（花守ゆみり）、ぼたん（安野希世乃）、レン（吉岡茉祐） | 「ぼんやり漂流譚」 | テレビアニメ『あんハピ♪』関連曲                                                             |
| 8月24日           | Jewels Of Love                                                                                | 霧島サクラ（吉岡茉祐）、如月カレン（奥野香耶） | 「Jewels Of Love」 「SAND MIRAGE」 | TVアニメ『ハンドレッド』エンディングテーマ                                                  |
| 9月7日            | Happening Lucky Rhapsody                                                                      | Happy Clover | 「Happening Lucky Rhapsody」 | テレビアニメ『あんハピ♪』関連曲                                                             |
| 9月7日            | Happening Lucky Rhapsody                                                                      | Happy Clover | 「帰りみち」 | テレビアニメ『あんハピ♪』関連曲                                                             |
| 9月28日           | ハンドレッド バトルソングシリーズ04 サクラ×カレン                                             | 霧島サクラ（吉岡茉祐）、如月カレン（奥野香耶） | 「My Prayer」 | テレビアニメ『ハンドレッド』挿入歌                                                          |
| 9月28日           | Wake Up, Girls!Character song series2 島田真夢                                                | 島田真夢（吉岡茉祐） | 「走り出したencore」 | テレビアニメ『Wake Up, Girls!』関連曲                                                       |
| 11月6日           | LIVE DAM COMPANY MUSIC PARTY vol.01                                                           | 舞川瑞樹（吉岡茉祐）、桐山花蓮（田中美海） | 「One×One」 「STAR LIGHT」 | インターネット番組『ライブダムカンパニー』関連曲                                            |
| 12月7日           | Winning Day/Lucky☆Lucky                                                                       | 4U | 「Lucky☆Lucky」 | ゲーム『Tokyo 7th シスターズ』関連曲                                                        |
| 2017年            |                                                                                               | | |                                                                                             |
| 11月29日          | 雫の冠                                                                                        | ミツキ（大坪由佳）とヨウコ（吉岡茉祐） | 「同じ夢を見てる」 | テレビアニメ『Wake Up, Girls! 新章』挿入歌                                                  |
| 11月29日          | The Present“4U”                                                                               | 4U | 「メロディーフラッグ」 「Crazy Girl's Beat」 「ROCKな☆アタシ」 「青空Emotion」 「パフェ・デ・ラブソング」 「プレゼント・フォー・ユー」 | ゲーム『Tokyo 7th シスターズ』関連曲                                                        |
| 12月20日          | Wake Up, Girls!Character song series3 島田真夢                                                | 島田真夢（吉岡茉祐） | 「ユメ、まっすぐ。」 「Non stop diamond hope」                                                                                         | テレビアニメ『Wake Up, Girls! 新章』関連曲                                                  |
| 2018年            |                                                                                               | | |                                                                                             |
| 3月28日           | この世界を愛する全ての者へ                                                                    | ヴァイオレットチャーム | 「この世界を愛する全ての者へ」 「犯した過ちからのPHASE」 「Last place 〜君との約束〜」                                                 | ゲーム『トリプルモンスターズ』関連曲                                                        |
| 2019年            |                                                                                               | | |                                                                                             |
| 4月12日           | 魔法少女(?)マジカルジャシリカ♡アニメ版なんてありません♡                                       | マジカルジャシリカ（石原美沙紀）、マジカルクロムセレン（吉岡茉祐）、フルスイング晶子（河原田巧也）、フルスイング晶子（渡邉駿輝）、ポポポ〜ン聡子（室龍規）、ヴァルザック順子（筆村栄心）、ダッフルコート久子（大野紘幸） | 「マジカルジャシリカ」 | 舞台『舞台版「魔法少女(?)マジカルジャシリカ♡アニメ版なんてありません♡」』劇中歌             |
| 4月12日           | 魔法少女(?)マジカルジャシリカ♡アニメ版なんてありません♡                                       | マジカルクロムセレン（吉岡茉祐） | 「マジカルクロムセレン」 | 舞台『舞台版「魔法少女(?)マジカルジャシリカ♡アニメ版なんてありません♡」』劇中歌             |
| 4月12日           | 魔法少女(?)マジカルジャシリカ♡アニメ版なんてありません♡                                       | マジカルクロムセレン（吉岡茉祐）、竹崎ルーモンターン（加藤光大）、明智ヒデミン（松本祐一）、高須フーフーテル（川村玲央）、石田ジャンピング（小田川颯依）、岡田ヤマヤマ（土井裕斗）                                       | 「ダークマターシリンダー」 | 舞台『舞台版「魔法少女(?)マジカルジャシリカ♡アニメ版なんてありません♡」』劇中歌             |
| 8月7日            | Connected                                                                                     | ティラナ・エクセディリカ（吉岡茉祐） | 「Connected」 | テレビアニメ『コップクラフト』エンディングテーマ                                            |
| 8月7日            | Connected                                                                                     | ティラナ・エクセディリカ（吉岡茉祐） | 「Nonfiction」 | テレビアニメ『コップクラフト』特別編エンディングテーマ                                      |
| 10月16日          | 温泉むすめコンプリートアルバム Vol.3                                                          | 阿蘇ほむら（髙橋麻里）、飯坂真尋（吉岡茉祐）、人吉青井（青山吉能） | 「追伸、ありがとう」 | 『温泉むすめ』関連曲                                                                        |
| 12月12日          | 新サクラ大戦 初回限定版特典CD「歴代歌謡集」                                                   | 西城いつき（吉岡茉祐） | 「ルリルラん 銀座ロマン」 | ゲーム『新サクラ大戦』関連曲                                                                |
| 2020年            |                                                                                               | | |                                                                                             |
| 3月4日            | LOVE AND DEVIL/アイノシズク                                                                   | 4U | 「LOVE AND DEVIL」 | ゲーム『Tokyo 7th シスターズ』関連曲                                                        |
| 8月11日           | 飯坂温泉♨真尋ちゃん音頭                                                                       | 飯坂真尋（吉岡茉祐） | 「真尋ちゃん音頭」 | 『温泉むすめ』関連曲                                                                        |
| 11月18日          | 永遠はいらない                                                                                | ChouChou | 「永遠はいらない」 | ゲーム『22/7 音楽の時間』関連曲                                                             |
| 2021年            |                                                                                               | | |                                                                                             |
| 6月23日           | アイドル新鋭隊/モア!ジャンプ!モア!                                                            | MORE MORE JUMP!、初音ミク | 「アイドル新鋭隊」 「モア！ ジャンプ！ モア！」                                                                                        | ゲーム『プロジェクトセカイ カラフルステージ！ feat.初音ミク』関連曲                         |
| 12月15日          | Color of Drops/天使のクローバー                                                               | MORE MORE JUMP!、巡音ルカ | 「Color of Drops」 | ゲーム『プロジェクトセカイ カラフルステージ！ feat.初音ミク』関連曲                         |
| 12月15日          | Color of Drops/天使のクローバー                                                               | MORE MORE JUMP!、鏡音リン | 「天使のクローバー」 | ゲーム『プロジェクトセカイ カラフルステージ！ feat.初音ミク』関連曲                         |
| 2022年            |                                                                                               | | |                                                                                             |
| 3月2日            | MORE MORE JUMP! SEKAI ALBUM vol.1                                                             | MORE MORE JUMP! | 「ハッピーシンセサイザ」 | ゲーム『プロジェクトセカイ カラフルステージ！ feat. 初音ミク』関連曲                        |
| 3月2日            | MORE MORE JUMP! SEKAI ALBUM vol.1                                                             | MORE MORE JUMP!、MEIKO | 「Nostalogic」 | ゲーム『プロジェクトセカイ カラフルステージ！ feat. 初音ミク』関連曲                        |
| 3月2日            | MORE MORE JUMP! SEKAI ALBUM vol.1                                                             | MORE MORE JUMP!、初音ミク | 「ビバハピ」 「メルティランドナイトメア」                                                                                              | ゲーム『プロジェクトセカイ カラフルステージ！ feat. 初音ミク』関連曲                        |
| 3月2日            | MORE MORE JUMP! SEKAI ALBUM vol.1                                                             | MORE MORE JUMP!、初音ミク | 「ニア」 | ゲーム『プロジェクトセカイ カラフルステージ！ feat. 初音ミク』関連曲                        |
| 3月2日            | MORE MORE JUMP! SEKAI ALBUM vol.1                                                             | MORE MORE JUMP!、巡音ルカ | 「どりーみんチュチュ」 | ゲーム『プロジェクトセカイ カラフルステージ！ feat. 初音ミク』関連曲                        |
| 3月2日            | MORE MORE JUMP! SEKAI ALBUM vol.1                                                             | MORE MORE JUMP!、巡音ルカ | 「地球最後の告白を」 | ゲーム『プロジェクトセカイ カラフルステージ！ feat. 初音ミク』関連曲                        |
| 7月11日           | merak                                                                                         | 高柳紫苑（松田彩希）、柊のどか（吉岡茉祐）、桜内由紀（安齋由香里）、瀬戸華織（長谷川里桃）、美田園梅（長谷川玲奈）、木之本葵（深川芹亜）                                                                                 | 「merak」 | イロアワセ vol.3 『LiLY whIte』主題歌                                                       |
| 7月12日           | Daze forU!!/Funny☆Clutch                                                                      | 4U | 「Daze forU!!」 「Funny☆Clutch」 | ゲーム『Tokyo 7th シスターズ』関連曲                                                        |
| 9月12日           | アッツイ！熱いぜ！！                                                                          | 飯坂真尋（吉岡茉祐） | 「アッツイ！熱いぜ！！」 | 『温泉むすめ』関連曲                                                                        |
| 10月21日          | 涌遊スマイルパワー                                                                            | 飯坂真尋（吉岡茉祐）、松島名月（永野愛理）、小野川小町（村上奈津実） | 「涌遊スマイルパワー」 | 『温泉むすめ』関連曲                                                                        |
| 12月30日          | ワシザキスタイル＊ヨシオカモード「Stone」                                                     | わしぼぼ（鷲崎健）、まゆぼぼ（吉岡茉祐） | 「Stone」 | 文化放送「ワシザキスタイル＊ヨシオカモード」オープニングテーマ                              |
| 12月30日          | ワシザキスタイル＊ヨシオカモード「夢で逢いましょう」                                          | わしぼぼ（鷲崎健）、まゆぼぼ（吉岡茉祐） | 「夢で逢いましょう」 | 文化放送「ワシザキスタイル＊ヨシオカモード」エンディングテーマ                              |
| 2023年            |                                                                                               | | |                                                                                             |
| 1月18日           | アイノマテリアル/アイスドロップ                                                               | MORE MORE JUMP!、MEIKO | 「アイノマテリアル」 | ゲーム『プロジェクトセカイ カラフルステージ！ feat. 初音ミク』関連曲                        |
| 1月18日           | アイノマテリアル/アイスドロップ                                                               | MORE MORE JUMP!、鏡音レン | 「アイスドロップ」 | ゲーム『プロジェクトセカイ カラフルステージ！ feat. 初音ミク』関連曲                        |
| 4月28日           | Be The MUSIC!                                                                                 | 「All Music MIKUdemy」一同 | 「Be The MUSIC!」 | ゲーム『プロジェクトセカイ カラフルステージ！ feat. 初音ミク』関連曲                        |
| 5月10日           | ワールドワイドワンダー/メタモリボン                                                           | MORE MORE JUMP!、KAITO | 「ワールドワイドワンダー」 | ゲーム『プロジェクトセカイ カラフルステージ！ feat. 初音ミク』関連曲                        |
| 5月10日           | ワールドワイドワンダー/メタモリボン                                                           | MORE MORE JUMP!、鏡音リン | 「メタモリボン」 | ゲーム『プロジェクトセカイ カラフルステージ！ feat. 初音ミク』関連曲                        |
| 7月19日           | イフ/パラソルサイダー                                                                         | MORE MORE JUMP!、初音ミク | 「イフ」 | ゲーム『プロジェクトセカイ カラフルステージ！ feat. 初音ミク』関連曲                        |
| 7月19日           | イフ/パラソルサイダー                                                                         | MORE MORE JUMP!、巡音ルカ | 「パラソルサイダー」 | ゲーム『プロジェクトセカイ カラフルステージ！ feat. 初音ミク』関連曲                        |
| 9月13日           | DREAM PLACE/フロート・プランナー                                                              | MORE MORE JUMP!、MEIKO | 「DREAM PLACE」 | ゲーム『プロジェクトセカイ カラフルステージ！ feat. 初音ミク』関連曲                        |
| 9月13日           | DREAM PLACE/フロート・プランナー                                                              | MORE MORE JUMP!、鏡音リン | 「フロート・プランナー」 | ゲーム『プロジェクトセカイ カラフルステージ！ feat. 初音ミク』関連曲                        |
| 12月6日           | 私は、私達は/ももいろの鍵                                                                     | MORE MORE JUMP!、鏡音レン | 「私は、私達は」 | ゲーム『プロジェクトセカイ カラフルステージ！ feat. 初音ミク』関連曲                        |
| 12月6日           | 私は、私達は/ももいろの鍵                                                                     | MORE MORE JUMP!、巡音ルカ | 「ももいろの鍵」 | ゲーム『プロジェクトセカイ カラフルステージ！ feat. 初音ミク』関連曲                        |
| 2024年            |                                                                                               | | |                                                                                             |
| 2月7日            | MORE MORE JUMP! SEKAI ALBUM vol.2                                                             | MORE MORE JUMP!、鏡音リン | 「Happy Halloween」 「Booo! 」 | ゲーム『プロジェクトセカイ カラフルステージ！ feat. 初音ミク』関連曲                        |
| 2月7日            | MORE MORE JUMP! SEKAI ALBUM vol.2                                                             | MORE MORE JUMP!、初音ミク | 「からくりピエロ」 「心予報」 「ヴァンパイア」 「気まぐれメルシィ」 「深海少女」                                                       | ゲーム『プロジェクトセカイ カラフルステージ！ feat. 初音ミク』関連曲                        |
| 2月7日            | MORE MORE JUMP! SEKAI ALBUM vol.2                                                             | MORE MORE JUMP!、初音ミク | 「少女レイ」 | ゲーム『プロジェクトセカイ カラフルステージ！ feat. 初音ミク』関連曲                        |
| 2月7日            | MORE MORE JUMP! SEKAI ALBUM vol.2                                                             | MORE MORE JUMP!、初音ミク | 「ダーリンダンス」 「ロンリーユニバース」                                                                                              | ゲーム『プロジェクトセカイ カラフルステージ！ feat. 初音ミク』関連曲                        |
| 2月7日            | MORE MORE JUMP! SEKAI ALBUM vol.2                                                             | MORE MORE JUMP!、初音ミク | 「トリノコシティ」 | ゲーム『プロジェクトセカイ カラフルステージ！ feat. 初音ミク』関連曲                        |
| 5月15日           | チームメイト/はぐ                                                                             | MORE MORE JUMP!、鏡音レン | 「チームメイト」 「はぐ」 | ゲーム『プロジェクトセカイ カラフルステージ！ feat. 初音ミク』関連曲                        |
| 6月19日           | プロジェクトセカイ カラフルステージ！ feat. 初音ミク アナザーボーカルアルバム MORE MORE JUMP! | MORE MORE JUMP! | 「ハッピーシンセサイザ」 | ゲーム『プロジェクトセカイ カラフルステージ！ feat. 初音ミク』関連曲                        |
| 6月19日           | プロジェクトセカイ カラフルステージ！ feat. 初音ミク アナザーボーカルアルバム MORE MORE JUMP! | 桐谷遥（吉岡茉祐） | 「Nostalogic」 「ニア」 「Color of Drops」 「どりーみんチュチュ」                                                                      | ゲーム『プロジェクトセカイ カラフルステージ！ feat. 初音ミク』関連曲                        |
| 10月16日          | MOTTO!!!/JUMPIN’ OVER !                                                                       | MORE MORE JUMP!、初音ミク | 「MOTTO!!!」 「JUMPIN’ OVER !」 | ゲーム『プロジェクトセカイ カラフルステージ！ feat. 初音ミク』関連曲                        |
| 10月16日          | ウマ娘 プリティーダービー WINNING LIVE 22                                                     | ウマ娘 | 「UMA Summer」 | ゲーム『ウマ娘 プリティーダービー』関連曲                                                   |
| 10月16日          | ウマ娘 プリティーダービー WINNING LIVE 22                                                     | ウマ娘 | 「うまぴょい伝説」 | ゲーム『ウマ娘 プリティーダービー』関連曲                                                   |
| 2025年            |                                                                                               | | |                                                                                             |
| 1月17日（2月7日） | FUN!!                                                                                         | MORE MORE JUMP! | 「FUN!!」 | 劇場アニメ『劇場版プロジェクトセカイ 壊れたセカイと歌えないミク』関連曲                     |
| 1月30日           | Worlders                                                                                      | バーチャル・シンガー、Leo/need、MORE MORE JUMP!、Vivid BAD SQUAD、ワンダーランズ×ショウタイム、25時、ナイトコードで。 | 「Worlders」 | 劇場アニメ『劇場版プロジェクトセカイ 壊れたセカイと歌えないミク』エンディングテーマ         |
| 2月21日           | 群青讃歌（劇場版プロジェクトセカイver.）                                                      | Leo/need、MORE MORE JUMP!、Vivid BAD SQUAD、ワンダーランズ×ショウタイム、25時、ナイトコードで。 | 「群青讃歌（劇場版プロジェクトセカイver.）」                                                                                           | 劇場アニメ『劇場版プロジェクトセカイ 壊れたセカイと歌えないミク』挿入歌                     |
| 3月5日            | ウマ娘 プリティーダービー WINNING LIVE 24                                                     | ドリームジャーニー（吉岡茉祐） | 「Stay on Course」 | ゲーム『ウマ娘 プリティーダービー』関連曲                                                   |
| 3月5日            | ウマ娘 プリティーダービー WINNING LIVE 24                                                     | ウマ娘 | 「STARTING FORCE」 | ゲーム『ウマ娘 プリティーダービー』関連曲                                                   |
| 3月5日            | ウマ娘 プリティーダービー WINNING LIVE 24                                                     | ウマ娘 | 「うまぴょい伝説」 | ゲーム『ウマ娘 プリティーダービー』関連曲                                                   |
| 3月31日           | 我らステインバスターズ！                                                                      | MORE MORE JUMP!、初音ミク、鏡音リン | 「我らステインバスターズ！」 | サンスター『オーラツー』×『プロジェクトセカイ カラフルステージ！ feat. 初音ミク』コラボ楽曲 |
| 4月2日            | Supernova/キラー                                                                              | MORE MORE JUMP!、KAITO | 「Supernova」 | ゲーム『プロジェクトセカイ カラフルステージ！ feat. 初音ミク』関連曲                        |
| 4月2日            | Supernova/キラー                                                                              | MORE MORE JUMP!、鏡音リン | 「キラー」 | ゲーム『プロジェクトセカイ カラフルステージ！ feat. 初音ミク』関連曲                        |
| 6月11日           | MORE MORE JUMP! SEKAI ALBUM vol.3                                                             | MORE MORE JUMP!、MEIKO | 「きゅうくらりん」 「くうになる」 | ゲーム『プロジェクトセカイ カラフルステージ！ feat. 初音ミク』関連曲                        |
| 6月11日           | MORE MORE JUMP! SEKAI ALBUM vol.3                                                             | MORE MORE JUMP!、初音ミク | 「白い雪のプリンセスは」 「さよならプリンセス」 「flos」 「だめにんげんだ!」 「キャットフード」                                        | ゲーム『プロジェクトセカイ カラフルステージ！ feat. 初音ミク』関連曲                        |
| 6月11日           | MORE MORE JUMP! SEKAI ALBUM vol.3                                                             | MORE MORE JUMP!、鏡音リン | 「メランコリック」 「ポッピンキャンディ☆フィーバー！」                                                                                 | ゲーム『プロジェクトセカイ カラフルステージ！ feat. 初音ミク』関連曲                        |
| 6月11日           | MORE MORE JUMP! SEKAI ALBUM vol.3                                                             | MORE MORE JUMP!、KAITO | 「悪役にキスシーンを」 | ゲーム『プロジェクトセカイ カラフルステージ！ feat. 初音ミク』関連曲                        |
| 6月11日           | MORE MORE JUMP! SEKAI ALBUM vol.3                                                             | 桐谷遥（吉岡茉祐）、桃井愛莉（降幡愛）、KAITO | 「スーパーヒーロー」 | ゲーム『プロジェクトセカイ カラフルステージ！ feat. 初音ミク』関連曲                        |
| 6月11日           | MORE MORE JUMP! SEKAI ALBUM vol.3                                                             | MORE MORE JUMP!、巡音ルカ | 「如月アテンション」 | ゲーム『プロジェクトセカイ カラフルステージ！ feat. 初音ミク』関連曲                        |

### その他参加楽曲
| 発売日        | 商品名                                                    | 歌                           | 楽曲                             | 備考                                                               |
| ------------- | --------------------------------------------------------- | ---------------------------- | -------------------------------- | ------------------------------------------------------------------ |
| 2015年2月15日 | -                                                         | 吉岡茉祐、田中美海           | 「一度きりアドベンチャー」       |                                                                    |
| 2015年3月7日  | -                                                         | 吉岡茉祐                     | 「幸せのカタチ」                 |                                                                    |
| 2015年4月16日 | -                                                         | 吉岡茉祐                     | 「タチアガレ!」 「God knows...」 | カラオケ『LIVE DAM STADIUM・LIVE DAM Ai あにそんボーカル』配信曲   |
| 2015年6月2日  | -                                                         | 吉岡茉祐                     | 「ハジマル」                     | カラオケ『LIVE DAM STADIUM・LIVE DAM Ai あにそんボーカル』配信曲   |
| 2016年8月24日 | わぐらぶ限定セット特典CD「TABOOLESS」わぐらぶVer.         | 吉岡茉祐、青山吉能、奥野香耶 | 「TABOOLESS」                    | テレビアニメ『ハンドレッド』関連曲                                 |
| 2017年3月18日 | ソロでイベント、やらせてください！2017 パンフレット付属CD | 吉岡茉祐                     | 「てがみ」                       |                                                                    |
| 2018年3月3日  | Wake Up, Girls! Soloevent 2018 パンフレット付属CD         | 吉岡茉祐                     | 「GloriA」                       |                                                                    |
| 2020年1月15日 | Wake Up, Girls！Solo Collection -7 Stars-                 | 吉岡茉祐                     | 「sweet sweet place」            |                                                                    |
| 2020年2月26日 | わがまま☆パンケーキミックス                               | 吉岡茉祐、山下七海           | 「わがまま☆パンケーキミックス」  | ラジオ番組『吉岡茉祐と山下七海の ことだま☆パンケーキ』テーマソング |
| 2023年4月29日 | -                                                         | 吉岡茉祐、本泉莉奈           | 「フォニイ」                     | YouTubeチャンネル「ヨシオカとホンイズミ」で公開されたカバー曲      |

### 楽曲提供
- 「幸せのカタチ」（作詞・作曲・編曲）[265]
- 「てがみ」「GloriA」「sweet sweet place」「わがまま☆パンケーキミックス」（作詞）

## 作品（脚本）
2015年
- ハッカドール1号×岡本未夕 サウンドドラマ（9月29日、YouTube）
- ハッカドール2号×菊間夏夜 サウンドドラマ（10月6日、YouTube）
- ハッカドール3号×久海菜々美 サウンドドラマ（10月12日、YouTube）
- ハッカドール1号×島田真夢 サウンドドラマ（12月20日、YouTube）
- ハッカドール3号×菊間夏夜&岡本未夕 サウンドドラマ（12月29日、YouTube）

2016年
- ハジマルミライ（3月21日、新宿BLAZE）※「Wake Up, Girls！」ソロでイベント、やらせてください！2016 吉岡茉祐ソロ公演 朗読劇
- 容疑者はプリンセス?!（12月4日、AKIBAカルチャーズ劇場）

2017年
- 青山吉能一人芝居「わたしの樹」〜Bloom of Life〜（3月18日、ディファ有明）

2018年
- Polaris制作秘話（10月6日 - 10月7日、岸和田市立浪切ホール）※Wake Up, Girls! FINAL TOUR -HOME- 〜 PART Ⅱ FANTASIA 〜 大阪・岸和田公演 リーディングドラマ

2019年
- 劇団ことだま☆パンケーキ（5月2日 -、インターネットラジオステーション＜音泉＞） ※ラジオ吉岡茉祐と山下七海の ことだま☆パンケーキ PREMIUM限定コーナー内ミニドラマ
- 朗読劇『あの星に願いを』（11月6日 - 11月20日、新宿シアターブラッツ）

2020年
- ゴチャモン世界一決定戦（2月2日、なかのZERO）※インターネットラジオステーション＜音泉＞祭り2020冬で上演の朗読劇
- ゆるキャン△ 梨っ子町めぐり（2月2日 - 3月31日、山梨県内5町）※アニメ『ゆるキャン△』と富士川地域・身延線沿線観光振興協議会のコラボイベントで配信されたオーディオドラマ
- 爆走おとな小学生 第三十回公演記念授業『タツノオトシゴ』（4月15日 - 4月19日、シアターサンモール）※演出も担当したが、公演は中止された
- 朗読劇『あの星に願いを』再演（11月25日 - 11月29日、品川 六行会ホール）※新型コロナ感染拡大に伴い上演は中止

2021年
- READPIA 朗読劇「モノクロの空に虹を架けよう」（5月10日 - 5月15日、オンライン配信）（企画から担当。第5夜にはキャストとして出演）

2022年
- ボイスガレッジシアター Vol.2「ブラインド」（1月22日 - 1月23日、野方区民ホール）
- 爆走おとな小学生 第十四回課外授業『タツノオトシゴ』（2月10日 - 2月13日、CBGKシブゲキ!!）※2020年に予定されていた公演の振替公演。演出は林千浪へ交替
- イロアワセ vol.3 「LiLY whIte」（7月1日 - 7月3日、浅草花劇場）

2023年
- eeo Stage reading 朗読劇「あの星に願いを」（5月25日 - 5月28日）

2024年
- eeo Stage reading 朗読劇「はなしぐれ」（1月25日 - 1月28日、CBGKシブゲキ!!）
- イロアワセ vol.4 「project Aile」（5月31日 - 6月2日、CBGKシブゲキ!!）

2025年
- 朗読劇「モノクロの空に虹を架けよう」（2月22日 - 3月2日、新宿シアタートップス）

## 作品（原作）
- ウェブトゥーン「ライドル!!～異声界＜イセカイ＞でアイドルデビューしちゃいました～」（2024年4月13日 -）※脚色はshiroA、作画はルタミ[291]

## 書籍

### 写真集
- Switch（2017年9月29日、主婦の友インフォス ISBN 978-4-07-426762-0）[292]

### 電子書籍
- First Gravure for a Voice Actress（2018年8月24日、週プレ PHOTO BOOK）[293]